# Чеснокова, Нина Павловна
Нина Павловна Чеснокова (1940—2019) — советский и российский учёный-медик в области патологической физиологии, доктор медицинских наук (1980), профессор (1982), почётный профессор СГМУ (2019). Заслуженный работник высшей школы Российской Федерации (2006).

## Биография
Родился 26 августа 1940 года в Москве.
С 1963 года после окончания с отличием лечебного факультета Саратовского медицинского института работала старшим лаборантом и младшим научным сотрудником в Центральной научно-исследовательской лаборатории при СМИ.
С 1965 года работала на кафедре патофизиологии Саратовского медицинского института — ассистентом, с 1971 года — доцентом.  В 1966 году защитила кандидатскую диссертацию на тему: «К механизму нарушений выделительной функции почек при столбняке». В 1980 году защитила докторскую диссертацию на тему: «О роли нарушений метаболизма биогенных аминов в патогенезе ботулинической интоксикации и возможности их фармакологической коррекции». В 1982 году утверждена в учёном звании профессора. 
С 1975 по 2006 годы — заведующий кафедрой патологической физиологии  СГМУ, с 2006 по 2019 годы — профессор этой кафедры. Профессор Н. П. Чеснокова занималась изучением проблем патогенеза бактериальных интоксикаций, проводила научные исследования совместно с РНИПЧИ «Микроб» по вопросам влияния на организм чумной и холерной интоксикаций. Профессор Н. П. Чеснокова являлась соруководителем  комплексных научных работ  выполняемых совместно с кафедрами акушерства и гинекологии  факультетов СГМУ в том числе, специализируясь на проблемах онкологии, патогенеза гестоза, хронического кандидозного вульвовагинита, дискоординации сократительной способности, миометрия при угрожающем прерывании беременности.
Профессор Н. П. Чеснокова с 1997 года являлась членом-корреспондентом Саратовского отделения Международной академии наук высшей школы, с 2000 года — действительным членом-академиком Российской академии естествознания. В  2019 году удостоена звания «почётный профессор СГМУ». Помимо основной деятельности на протяжении многих лет являлась членом Центрального координационного методического совета (ЦКМС), членом специализированных Ученых советов СГМУ и РНИПЧИ «Микроб».
Умерла 15 ноября 2019 года в Саратове.

## Награды
- Орден Дружбы народов
- Заслуженный работник высшей школы Российской Федерации (2006)
- Почётный профессор СГМУ (2019)